# Arif Dwi Pangestu
Arif Dwi Pangestu, född 25 mars 2004, är en indonesisk bågskytt. Han deltog vid olympiska sommarspelen 2020.